# Lista över återkommande rollfigurer i Vänner
Detta är en lista med återkommande rollfigurer i den amerikanska sitcom/komedi-TV-serien Vänner.

## Familjemedlemmar

### Charles Bing
Charles Bing är pappa till Chandler Bing. Charles Bing är en dragqueen som tidigare var gift med Nora Tyler Bing. Han har en egen show i Las Vegas med namnet "Viva Las Gaygas", och framträder under pseudonymen "Helena Handbasket" på The Four Queens
Spelad av Kathleen Turner.

### Nora Tyler Bing
Nora Tyler Bing är mamma till Chandler Bing. Hon är en vuxenboksförfattare som skilde sig från Charles Bing när hon fick reda på hans sexualitet. Deras skilsmässa gjorde så Chandler började använda humor som en försvarsmekanism. Hon försökte en gång förföra Ross Geller.
Spelad av Morgan Fairchild.

### Ben Geller-Willick-Bunch
Ben, född 1995, är Ross son med Carol, som bodde med Carol och Susan. Ben föddes i avsnittet "The One With The Birth" i slutet av första säsongen men har bara dykt upp i tretton avsnitt. Hans namn kommer ifrån en namnbricka på vaktmästarkläderna som Phoebe klädde ut sig i. Som spädbarn spelades han av Charles Thomas Allen och John Christopher Allen och i senare säsonger av Cole Sprouse. Hans efternamn är från Ross Geller, Carol Willick och Susan Bunch.

### Jack Geller
Jack Geller är pappa till Monica och Ross, och make till Judy Geller. Även om han blivit kritiserad av sin fru för att favorisera Ross över Monica, så har han varit den mest sympatiska av de två. 
Jack är känd för sina opassande kommentarer, som till exempel en tillsägelse till en brittisk person: "Din tjuvaktiga, skulle-ha-talat-tyska-om-det-inte-vore-för-oss, snåla lilla gubbe". Jack har berättat för sina svärföräldrar att han är advokat, men det är inte sant. Vad han egentligen jobbar med framgår aldrig. Han röker cigaretter - dock i hemlighet - han menar att cigaretterna Ross hittar i huset är Judys. I "The Last One" så döper Monica sitt barn efter Jack.
Spelad av Elliott Gould.

### Judy Geller
Judy Geller är mamma till Ross och Monica och gift med Jack Geller. Hon kritiserar ofta Monica, och vanligtvis för att hon inte har någon pojkvän, samtidigt som hon favoriserar Ross. Hennes kritik av Monica kan delvis vara orsaken till Monicas städmani. Dock så är Judy och Monica väldigt lika varandra.
Spelad av Christina Pickles.

### Dr Leonard Green
Dr Leonard Green är pappa till Rachel Green. Han är en perfektionist som kräver att allt hans barn gör ska passa in. Han och hans fru skilde sig strax efter att Rachel lämnade sin trolovade Barry vid altaret. Rachel och hennes pappa har ett ganska gnällig förhållande till varandra, men ändå har Leonard sagt till sina vänner och till sin dotter Jill att hans dotter Rachel är den enda av hans barn han är stolt över. Han ogillar Ross och kritiserar honom ofta, speciellt efter att han får reda på att Ross gjorde Rachel gravid och samtidigt inte skulle gifta sig med henne.
Spelad av Ron Leibman.

### Sandra Green
Sandra Green är mor till Rachel Green. I ett avsnitt när hon är på väg att lämna Rachels far, Leonard Green, frågar hon Rachel och Monica ifall de har någon marijuana för att fira sin separation. Hon dansade även med en "underbar stor kvinna" på Carol Willick (Ross första fru) och Susans lesbiska bröllop, inte för att hon var något att satsa på men hon tyckte att det var kul att veta att det fanns alternativ.
Sandra Green har också flera av de karaktärsdrag som Rachel hade innan hon bestämde sig för att leva sitt eget liv, bland andra att förlita sig på andra personers pengar, att hon saknar respekt för personer med låglönejobb och attityden till bröllop. När hon märker att Rachel är lycklig med sitt nya liv, vill dock även Sandra leva så.
När Monica har en fest för det kommande barnet Rachel ska ha i säsong åtta, glömmer hon att bjuda in Sandra Green, dock bjuder hon in Rachels båda systrar. På grund av det visar Sandra tydligt under festen att hon är arg på Monica, men Monica står på sig och slänger igen dörren framför Sandra. När Sandra sedan går så springer Monica efter för att be om ursäkt.
Spelad av Marlo Thomas.

### Amy Green
Rachels syster. Amy besöker Rachel två gånger och båda gångerna för att hon har problem med pojkvänner. Hon kallar Ross och Rachels dotter Emma för Ella hela tiden, och när de påpekar att hon faktiskt heter Emma så frågar Amy varför de har bytt namn på henne. Hon är barnvakt åt Emma en gång och piercar hennes öron. Rachel och Ross får spel och Rachel får Amy att flytta ut. Innan hon gör det, så skvallrar Rachel och Amy om deras andra "feta" syster Jill.
Spelad av Christina Applegate.

### Frank Buffay Sr.
Phoebe Buffays och Ursula Buffays pappa Frank Buffay Senior nämns ofta i serien, men dyker bara upp en gång under seriens gång, när Phoebes mormor dör. Detta i avsnittet "The One With Joey's Bag". Phoebe har vid detta tillfälle inte träffat sin far sedan hon var riktigt liten.
Spelad av Bob Balaban.

### Frank Buffay Jr.
Frank är halvbror till Phoebe Buffay. Phoebe hittar Frank när hon letar efter sin pappa, som lämnade henne när hon var ett barn. Det visar sig att hennes pappa har lämnat mer än en familj. Frank är kanske ännu underligare än sin storasyster - han har punkterat en lunga, blivit arresterad för att ha stulit fågelägg och ägt en hund som hette "Tumör". Han har även som hobby att smälta saker.
I den tredje säsongen berättar Frank för Phoebe att han dejtar sin hemkunskapslärare, Alice (som han fortsätter att kalla "Mrs. Knight" trots att de är tillsammans). Efter att Phoebe först tvivlat på deras kärlek, märker hon snart att de faktiskt älskar varandra.
I avsnittet "The One With Phoebe's Uterus", återkommer Frank som nu är gift med Alice. Han frågar Phoebe om hon vill bli surrogatmamma åt de två eftersom de inte kan få barn, men är desperata att få det. Phoebe går med på detta och i "The One Hundredth" föder hon trillingar, en pojke, Frank Jr. Jr., och två flickor, Leslie och Chandler. Chandler får sitt namn eftersom Phoebe fick besluta om ett av namnen, och först trodde de att barnet skulle bli en pojke.
Frank kommer åter igen i en senare säsong och försöker övertyga Phoebe att ta hand om en av trillingarna för att han behöver sova.
Spelad av Giovanni Ribisi.
- Giovanni Ribisi var också med i avsnitt sex i säsong två, som en kille utan namn som tappade en kondom i Phoebes gitarrfodral och sedan kommer tillbaka för "han behöver den för en nödsituation". Senare i samma säsong kommer Giovanni åter, dock den här gången som Frank Jr. som har samma karaktärsdrag som Giovannis förra karaktär. Dock är det omöjligt att de är samma person eftersom Phoebe visar Frank Jr. runt i New York, där han aldrig har varit tidigare.

### Lily Buffay
Phoebes och Ursulas mamma som begick självmord när de två barnen var väldigt unga. Hon nämns i några avsnitt.

### Ursula Pamela Buffay
Ursula var från början med som en förvirrad servitris i situationskomedin Galen i dig (Mad About You), som jobbade på Paul och Jamies favoritrestaurang, Riffs. När Lisa Kudrow fick rollen som Phoebe - en av huvudkaraktärerna i Vänner - och båda serierna utspelar sig i New York, så bestämde sig producenterna för att ta med karaktären i serien. Ursulas lägenhet ligger i SoHo medan Phoebe och hennes vänner bor i The Village.
I Galen i dig var Ursula en trög servitris, som ofta glömde beställningar helt och hållet. Hennes karaktär utvecklades mer i Vänner. Ursula visar sig ofta vara elak och fientlig mot Phoebe. De två har varit fiender sen de var små, då till exempel Ursula slängde Phoebes favorittermos under en buss och stal hennes första pojkvän. Det har skapat en klyfta mellan systrarna som fortsatt in i vuxen ålder. Även om Phoebe hamnade på gatan som en hemlös under tonåren så gjorde inte Ursula det. Hur systrarna blev separerade nämns aldrig.
I "The One Where Chandler Can't Cry", visar det sig att Ursula arbetar som porrskådespelerska och använder sin systers förnamn i filmerna. Hon har medverkat i filmer som "Buffay the Vampire Layer", "Sex Toy Story 2", "Lawrence of a Labia" och "Inspect her Gadget". När Ursula vägrar sluta använda Phoebes namn, går Phoebe i stället till filmbolaget och ser till att lönecheckarna skickas till rätt (det vill säga hennes egen) adress.
Spelad av Lisa Kudrow.

### Phoebe Abbott
Phoebe Abbott är Phoebe och Ursula Byffays biologiska mor. Phoebe hittar henne, hon bor i ett strandhus i Montauk, New York. Hennes största passioner är keramik och erotik. Hon gillar också The Beatles, pizza och valpar. När hon får reda på att Phoebe ska agera som surrogatmor till Frank Jr. och Alice, sätter hon sig emot idén och lånar Phoebe en valp för att lära henne hur det är att lämna något ifrån sig som man älskar. Planen går i baklås och Phoebe blir ändå surrogatmor.
Spelad av Teri Garr.

### Frank III (Frank Jr Jr), Lesley, och Chandler
Alice och Franks barn, som Phoebe var surrogatmamma åt. Hon föder dem i avsnittet The One Hundredth. Frank Jr. Jr. har fått namn efter sin far, Alice gav namn åt Lesley och Chandler fick sitt namn efter Chandler, även om det sedan visade sig att hon var en tjej.

## Övriga rollfigurer

### Janice
Janice Hosenstein Litman Goralnik spelas av Maggie Wheeler. Janice är Chandlers före detta flickvän. Hon framstår som mycket irriterande med sin nasala röst, en stark New York-accent, outhärdliga skratt, och meningen som ingen glömmer bort: ”OH – MY – GOD!”. Chandler och Janice var tillsammans – och gjorde slut – fyra gånger. För att bli av med Janice var Chandler tvungen att ljuga och säga att han skulle flytta till Jemen, gå ombord på ett flygplan till Jemen och åka dit för att hon skulle tro på honom. Hon hade en ”one-night-stand” med Ross, vilket bevisar att hon fortfarande trodde att Chandler var i Jemen.
När Rachel födde sitt och Ross barn (säsong 8), delade hon rum med Janice som också skulle föda barn. Hennes man Sid var halvdöv, barnet blev en pojke som fick namnet Aaron Litman Goralnik. Hon var också med i säsong 9 när hon skulle göra ett fertilitetsprov på samma klinik som Monica och Chandler. Hennes sista framträdande var i avsnittet Det när Estelle dör när Monica och Chandler ska köpa ett hus. Hon köper nästan huset bredvid – men Chandler ljuger och säger att han fortfarande har känslor för henne för att bli av med henne. Monica har också använt den lögnen tre år innan när hon inte ville att Janice skulle vara med på hennes och Chandlers bröllop.
Janice har minst ett framträdande i alla säsonger av vänner, om man räknar då hennes röst är med i säsong på ett band som Chandler ger till Monica. Övriga som har varit med i alla säsonger, undantaget de sex huvudpersonerna, är Jack Geller, Judy Geller och Gunther.

### Gunther
Gunther, spelad av James Michael Tyler, drev huvudpersonernas stamhak, caféet Central Perk. Han var även hemligt kär i Rachel och gillade därför inte Ross. Ingen vet vad Gunther heter i efternamn.
James Michael var från början endast statist i första säsongen av Vänner. Tack vare att han var den enda av statisterna som kunden hantera kaffemaskinen fick han rollen som Gunther. Komiskt nog användes aldrig maskinen vid inspelningen eftersom den lät för mycket. Denna tillfällighet gav James Michael 10 års jobb och miljoner i plånboken.

### Mike Hannigan
Mike Hannigan, spelad av Paul Rudd, möter Phoebe Buffay för första gången på en dubbeldate som hon och Joey har ordnat. Joey hade glömt bort det hela så att när Phoebe frågade vem hon skulle träffa så sade han Mike, men han kände ingen Mike. Joey gick då in på Central Perk och ropade Mike och då svarade Mike Hannigan. Phoebe och Mike gifter sig till slut i säsong tio. I början vägrar Mike som har en skilsmässa bakom sig men ändrar sig och friar till Phoebe tre gånger, första gången var i Barbados, andra gången i en tv-monitor på en match, och sista gången där han lägger ringen i en kaka. Phoebe friar också till Mike på samma sätt som han friar andra gången. Mike räknas oftast som den sjunde vännen. Han är ganska lik Phoebe men en aning mer realistisk.

### Ugly Naked Guy
Ugly Naked Guy (den fule nakne killen), en roll vars ansikte aldrig syntes i bild. Hans kropp visades dock två gånger i bild, i två olika avsnitt. Den ena i avsnittet The One With The Poking Device där vännerna tror att han är död och bestämmer sig för att peta på honom med en lång pinne för att se efter. Den andra gången var i ett avsnitt när han skulle sälja sin lägenhet till Ross. Då ser man även lådor där det står Kläder på, ironiskt eftersom han aldrig tycks synas med kläder på. Hans riktiga namn nämns aldrig i serien, utan går endast under namnet Ugly Naked Guy. I ett avsnitt som utspelar sig innan tv-serien började Phoebe dock kalla honom Cute Naked Guy.
Hans lägenhet ligger mitt emot Rachels och Monicas lägenhet. Från deras lägenhet kan alla se vad han gör och vännerna kommenterar detta. Sedan Ross flyttar in i hans lägenhet i säsong 5 bor han kvar där under resten av serien. Efter det dyker Ugly Naked Guy inte upp i serien igen.

### Estelle Leonard
Estelle Leonard spelas av June Gable. Den konstiga, kedjerökande Estelle Leonard är Joey Tribbianis agent som skådespelare. Trots att det är hon som hittar jobbet i såpoperan Våra bästa år som Dr. Drake Ramoray, är hon inte tillräckligt bra som agent. Hon dör senare i serien av en hjärtattack.